# Église de la Sainte-Croix de Vilnius
L’église de la Sainte-Croix est une église appartenant à la congrégation des Sœurs de l’Immaculée-Conception se trouvant dans la vieille ville de Vilnius. Les messes sont en lituanien.

## Histoire
Un couvent franciscain se trouvait à l’emplacement de l’église au XIVe siècle, à l’époque où l’État du grand-duché de Lituanie n’était pas encore officiellement converti au catholicisme. Les franciscains furent assassinés au lieu des Trois Croix, sur la rive droite du fleuve. Sept d’entre eux furent ensevelis dans un terrain appartenant à Pierre Gasztolt qui les avait fait venir. L’évêque-prince Holszanski (Paulus episcopus Vilnensis, dux Olschanensis) fit construire une chapelle de pierre en leur mémoire en 1543 dédiée à la Sainte-Croix.
L’Ordre hospitalier de Saint-Jean-de-Dieu s’installe dans une maison adjacente en 1635 et l’agrandit d’une église à une seule nef. Les bâtiments environnants sont finalement agrégés au couvent qui est reconstruit. Les Frères ouvrent un hospice, puis un asile pour les malades mentaux.
La façade est refaite avec deux clochers, après un incendie en 1737 et on l’agrémente d’une fresque représentant la Vierge à l’Enfant au XIXe siècle.
Les clochers sont recouverts de toits en forme de coupole à bulbe et des autels baroques sont installés au milieu du XVIIIe siècle.
Les autorités russes ôtent l’hospice à l’autorité des Frères en 1843 pour les remplacer par un conseil de curatelle, dont l’un des dirigeants fut le comte Eustache Tyszkiewicz, fameux historien et archéologue. L’asile psychiatrique déménage en 1903 à Naujoji Vilnia (la Nouvelle Wilna) et l’église est restaurée en 1909.
Les Frères hospitaliers reviennent en 1924. Ils réaménagent l’église et installent dans leur couvent un foyer pour personnes âgées et une soupe populaire de la Caritas. Les Frères quittent Vilnius (Wilno à l’époque) au début de la Seconde Guerre mondiale et sont remplacés en 1947 par les religieuses de l’Immaculée Conception de la Bienheureuse Vierge Marie, mais les autorités lituaniennes soviétiques les chassent en 1949 et l’église est fermée. On installe des appartements.
L’église est restaurée en 1976 et sert de salle de concert pour l’orchestre philharmonique de la République socialiste soviétique de Lituanie qui est baptisée par les habitants de Vilnius comme la petite salle baroque. Ses concerts d’orgue sont particulièrement prisés.
L’église est restituée à l’archevêché de Vilnius en 1990, au moment de l’indépendance, qui la rend, ainsi que le couvent, aux religieuses.

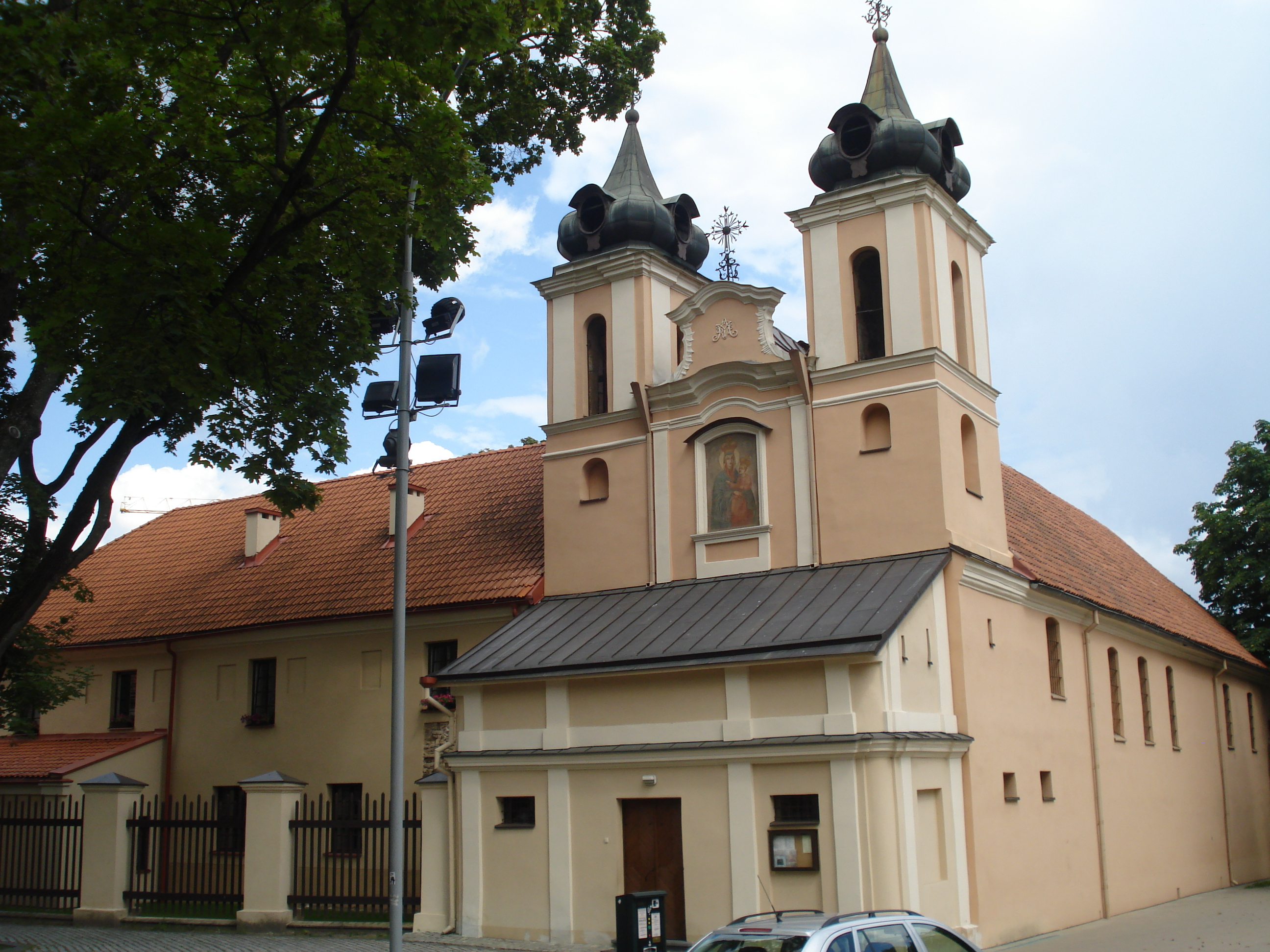
L'église et le couvent
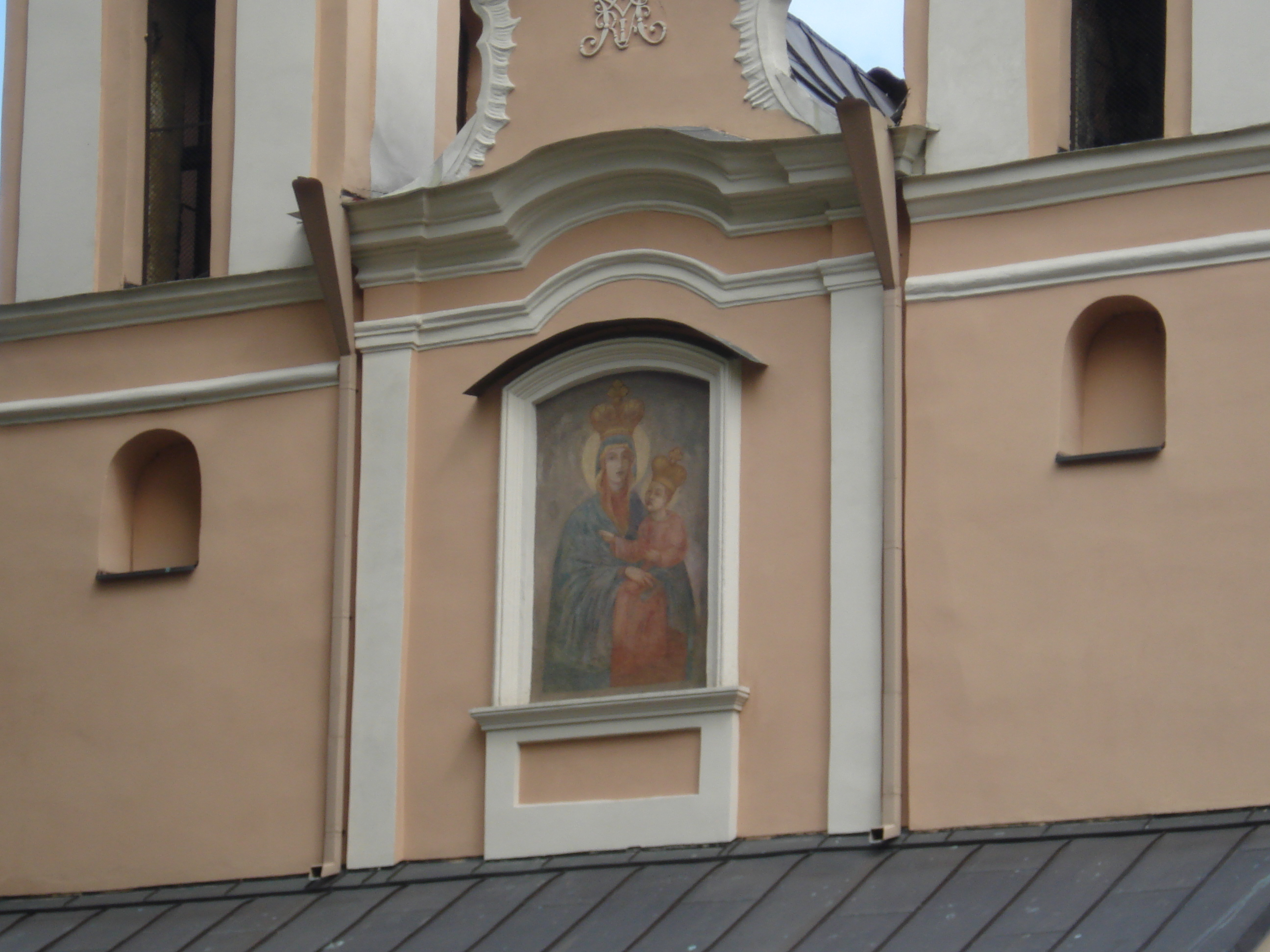
Fresque de la Vierge à l'Enfant